# De la Vallière (conseil législatif)
Ne doit pas être confondu avec De la Vallière (division sénatoriale canadienne).
Division du Conseil législatif du Québec
De la Vallière est une division du Conseil législatif du Québec ayant existé de 1867 à 1968. Elle est abolie en même temps que le Conseil lui-même.

## Liste des conseillers
| Années | Années      | Conseiller législatif        | Parti           |
| ------ | ----------- | ---------------------------- | --------------- |
|        | 1867 - 1884 | Jean-Baptiste-Georges Proulx | Libéral         |
|        | 1884 - 1908 | François-Xavier-Ovide Méthot | Conservateur    |
|        | 1909 - 1930 | Adélard Turgeon              | Libéral         |
|        | 1930 - 1952 | Ernest Ouellet               | Libéral         |
|        | 1952 - 1968 | Patrice Tardif               | Union nationale |